# Mephritus apicatus
Mephritus apicatus là một loài bọ cánh cứng trong họ Cerambycidae.